# Дану (самоуправляемая зона)
Дану (бирм. ဓနု ကိုယ်ပိုင်အုပ်ချုပ်ခွင့်ရ ဒေသ (dənṵ kòbàɪɴ ʔoʊʔtɕʰoʊʔ kʰwɪ̰ɴja̰ dèθa̰) — самоуправляемая зона в штате Шан (национальный округ) Мьянмы, где проживают одноимённая народность дану. Самоуправляемая зона делится на два уезда. Создана в 2008 году.